# L'Histoire de France : depuis les temps les plus reculés jusqu'en 1789, racontée à mes petits-enfants

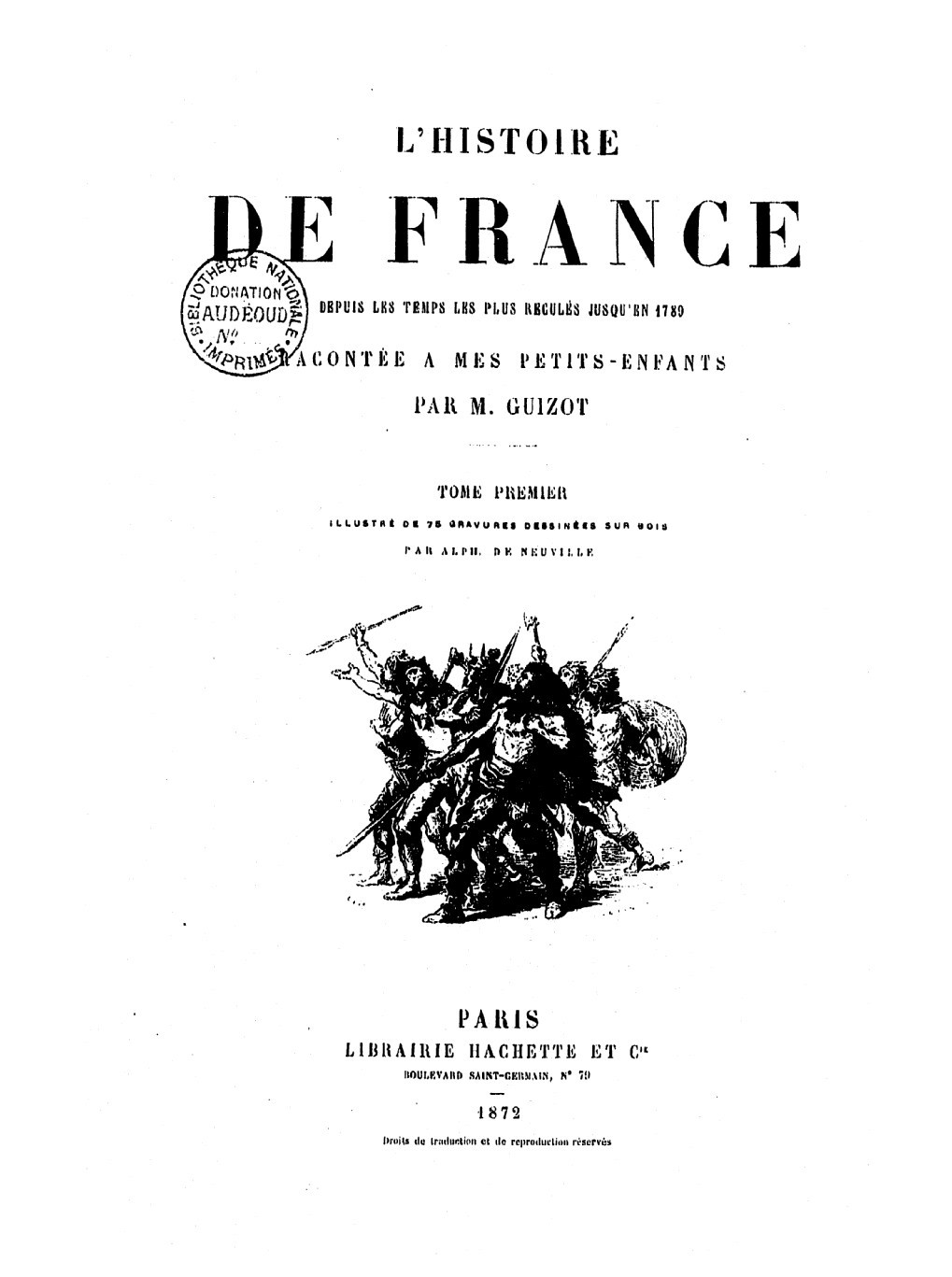
Couverture du tome premier.

L'Histoire de France : depuis les temps les plus reculés jusqu'en 1789, racontée à mes petits-enfants est un ouvrage historique en cinq volumes de François Guizot publié de 1872 à 1876 à Paris, dont le but est de présenter l'histoire de France à un public jeune, depuis l'Antiquité jusqu'à l'année 1789.
Dans sa lettre aux éditeurs, l'auteur précise son projet : 
« Vous avez entendu dire, messieurs, que, depuis plusieurs années, je me donne le paternel plaisir de raconter l'histoire de France à mes petits-enfants, et vous me demandez si je n'ai pas le dessein de publier ces études de famille sur la grande vie de notre patrie. Telle n'avait pas été d'abord ma pensée; c'était de mes petits-enfants, et d'eux seuls, que je me préoccupais. J'avais à cœur de leur faire vraiment comprendre notre histoire, et de les y intéresser en satisfaisant à la fois leur intelligence et leur imagination, en la leur montrant à la fois claire et vivante. » [...]  «Je n'avais pris d'abord, en donnant ces leçons, que de courtes notes de dates et de noms propres. Quand on m'a donné lieu de croire qu'elles pouvaient avoir pour d'autres enfants que les miens, et même, m'a-t-on dit, pour d'autres que des enfants, quelque utilité et quelque intérêt, j'ai entrepris de les rédiger telles que je les avais développées à mes jeunes auditeurs. »
L'ouvrage est illustré par des gravures dessinées sur bois réalisées par Alphonse de Neuville, Paul Philippoteaux, Étienne Antoine Eugène Ronjat, Charles Laplante...

Quelques illustrations d'Alphonse de Neuville pour L'histoire de France : depuis les temps les plus reculés jusqu'en 1789, racontée à mes petits-enfants
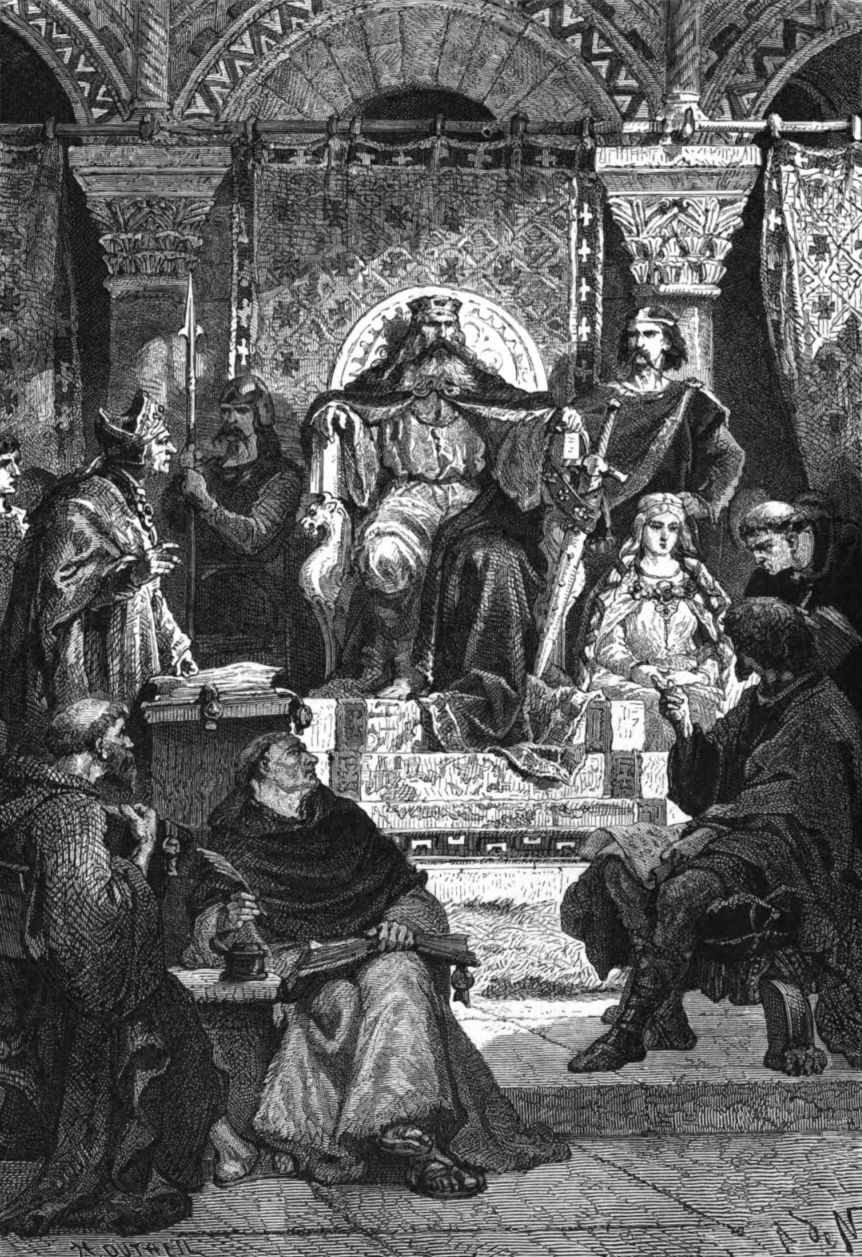
Charlemagne présidant l'Académie palatine
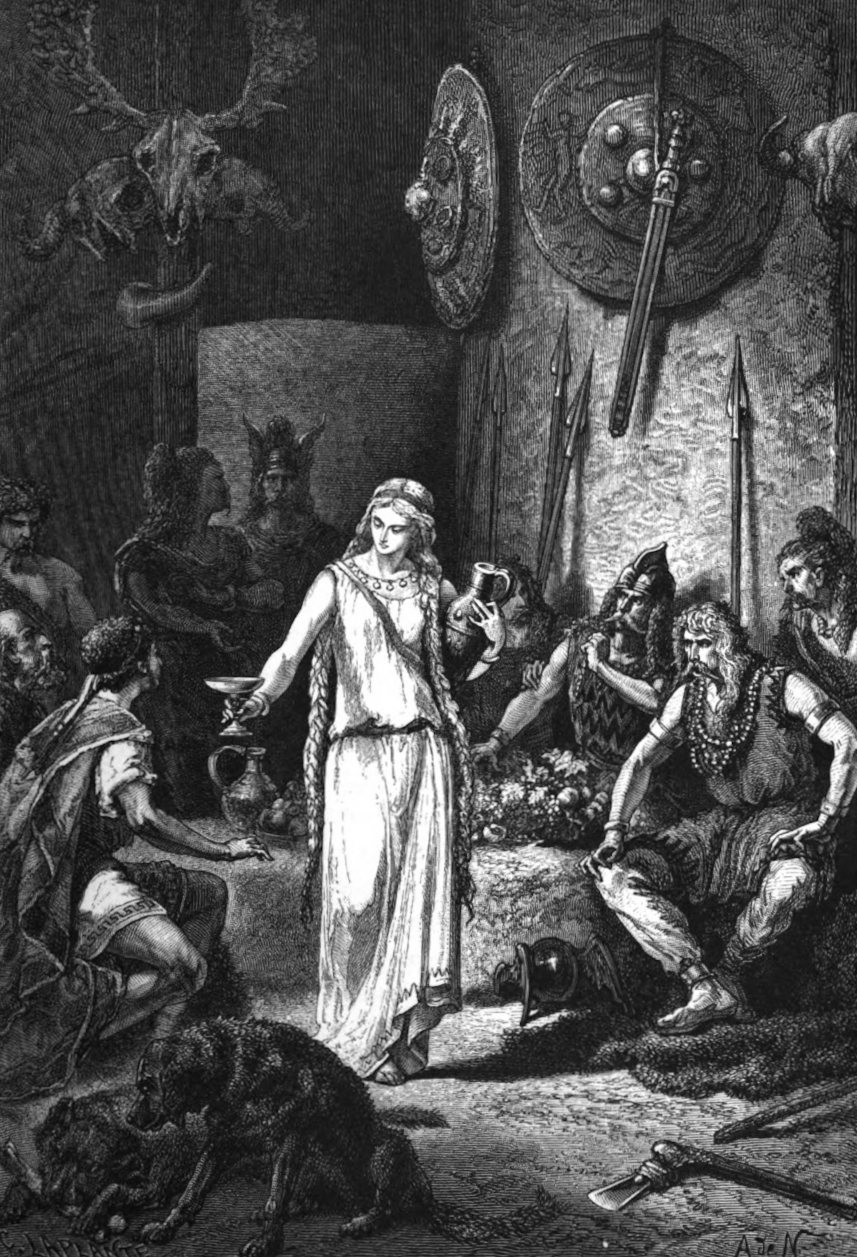
Mythe de Gyptis/Petta présentant sa coupe à Protis/Euxène (mythe fondateur de Marseille)
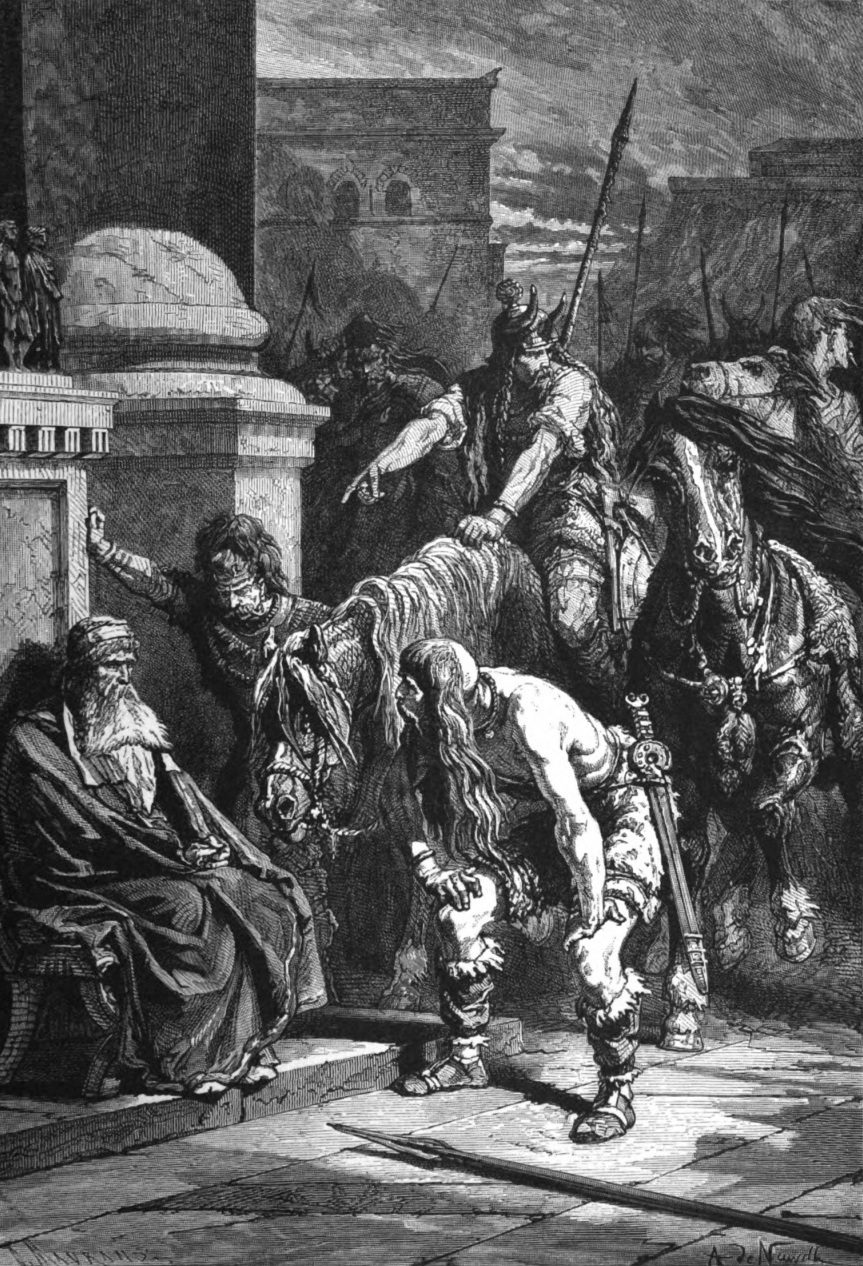
Un épisode mythique du Sac de Rome de 390 avant J.C
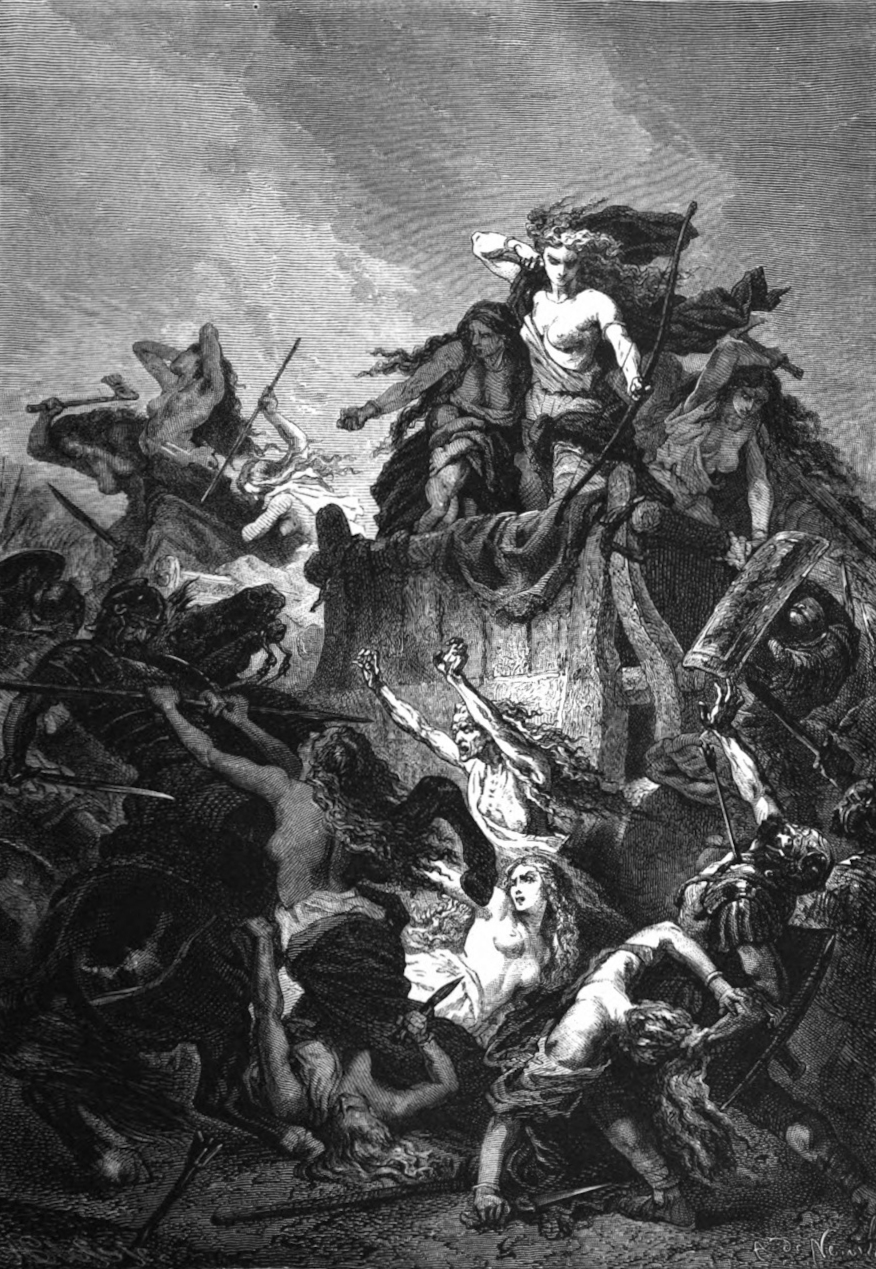
Bataille d'Aix en 102 avant J.C, opposant les Romains de Marius aux Ambrons et Teutons. « Les femmes défendirent avec un acharnement indomptable les chariots où elles étaient restées. »
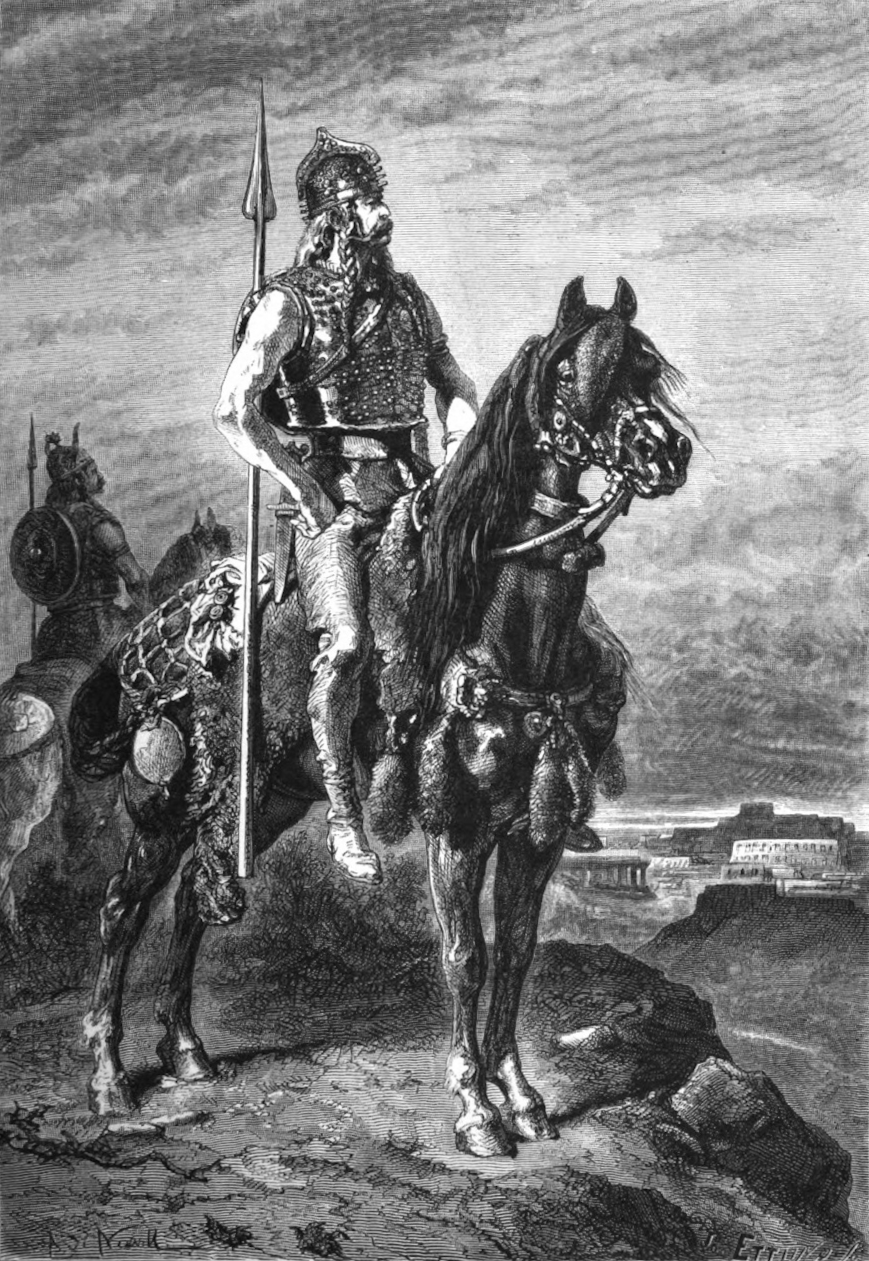
Épisode de la Guerre des Gaules de Jules César
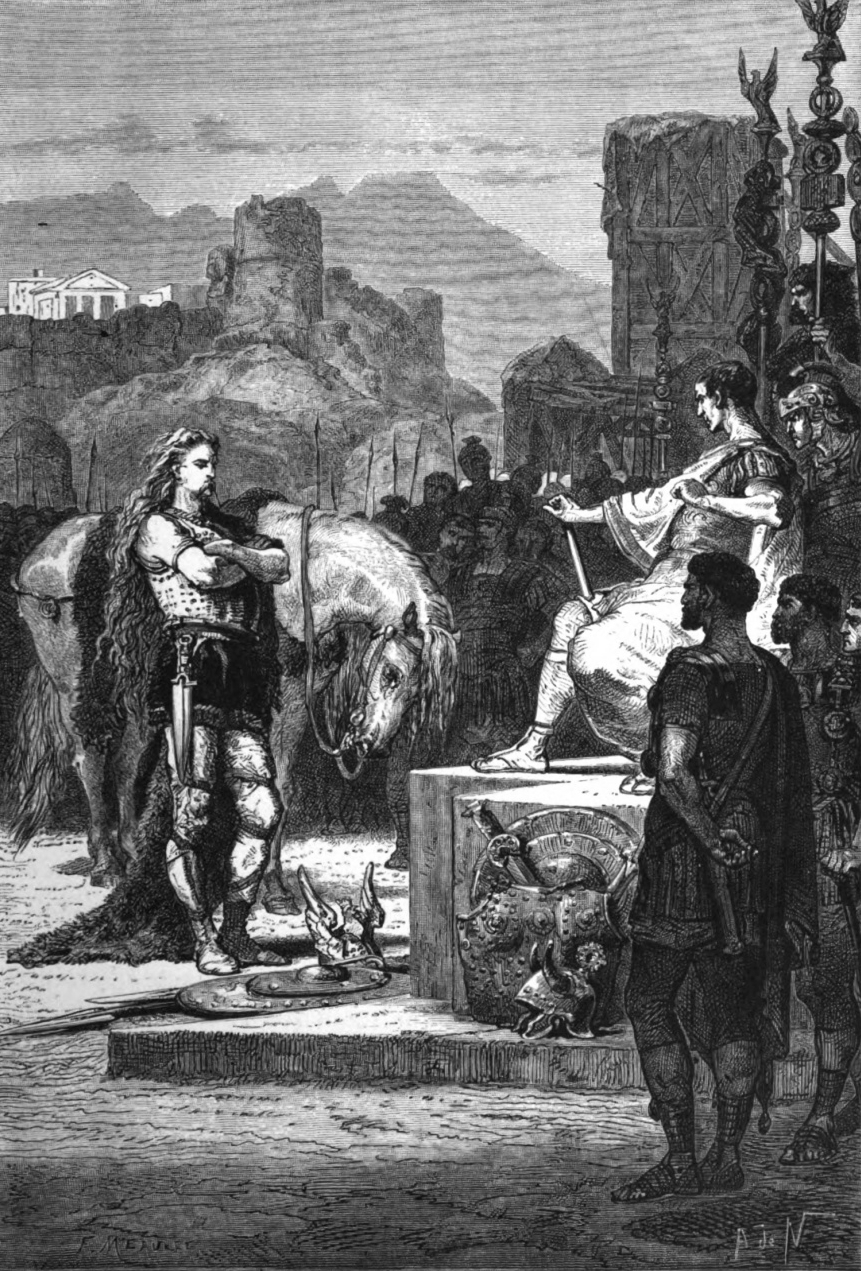
Épisode de la Guerre des Gaules : « Vercingétorix se livre en personne à César »
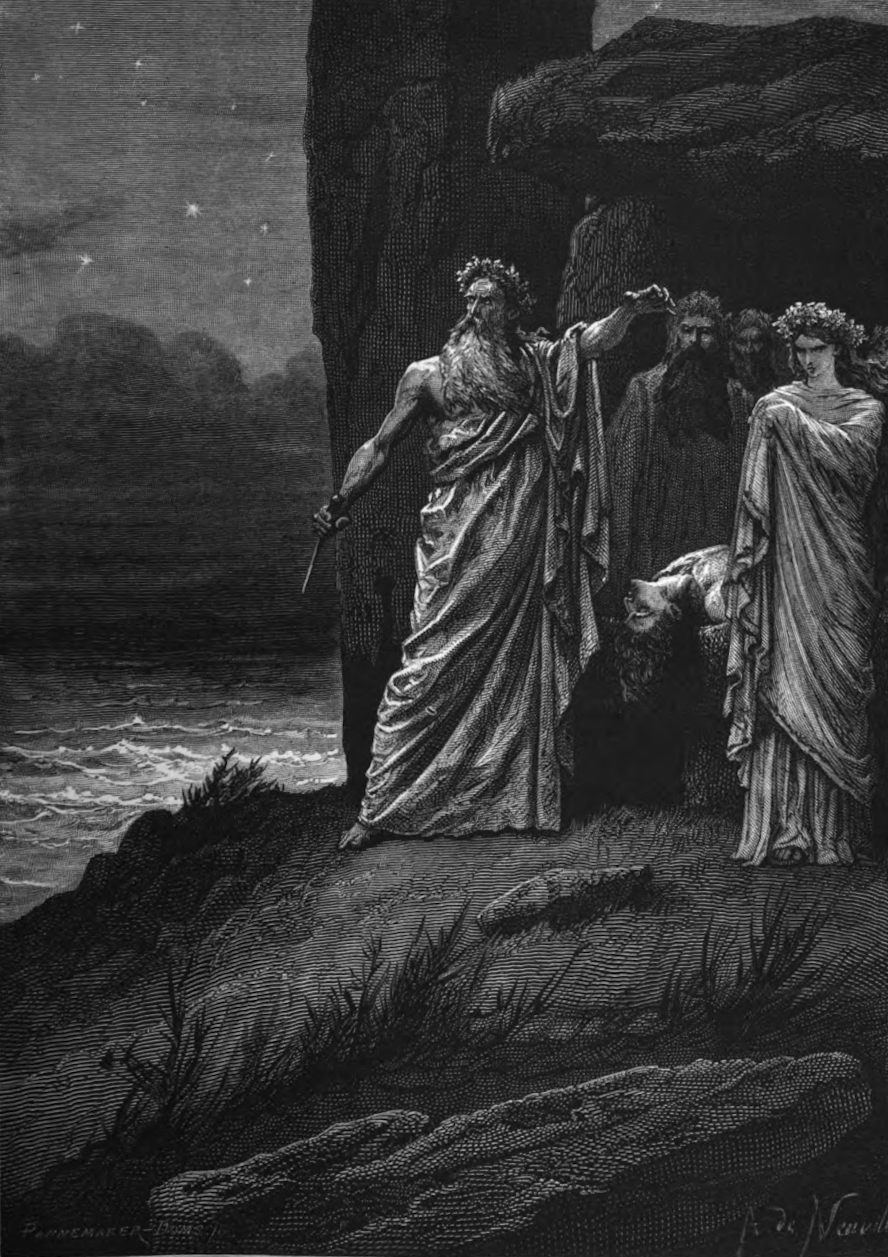
Les derniers druides
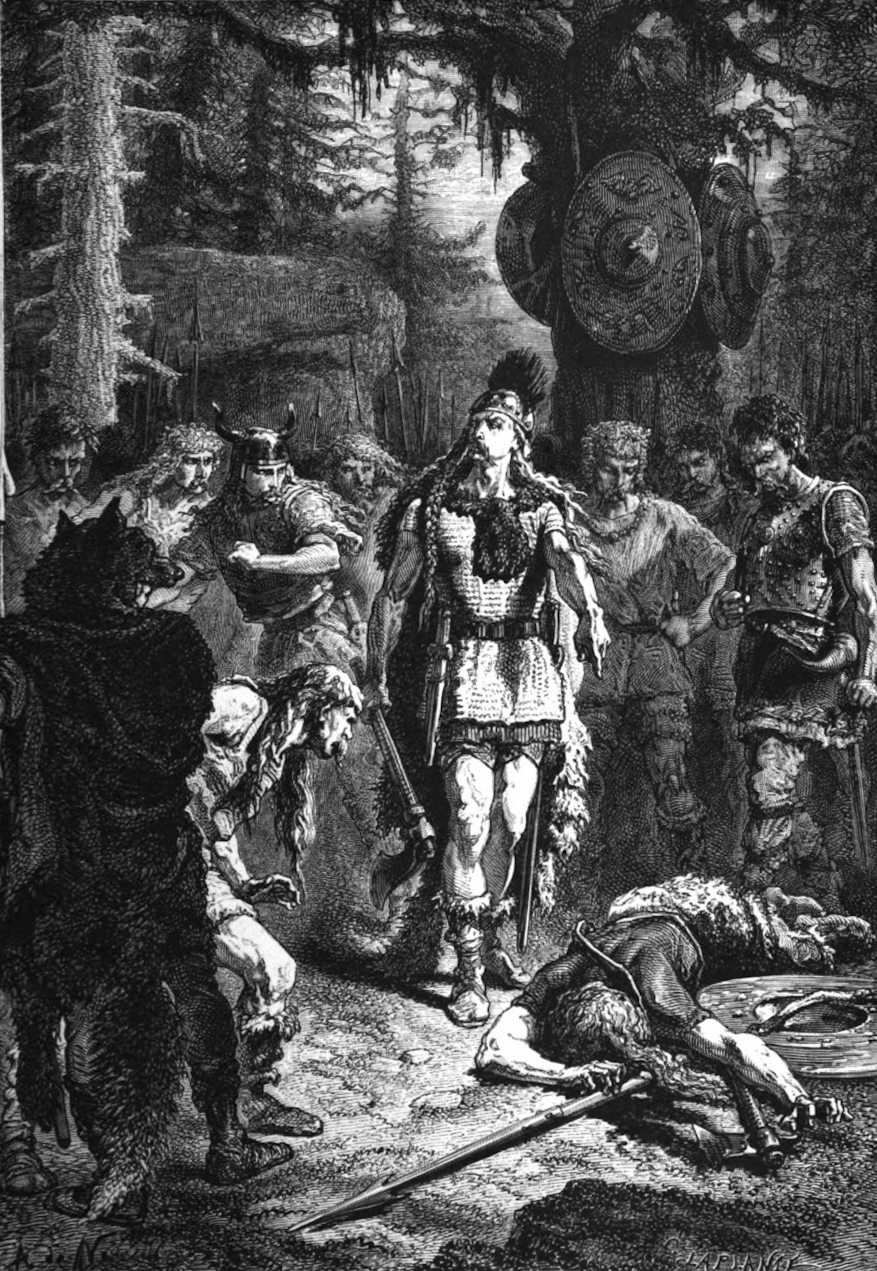
Épisode de Clovis et du vase de Soissons
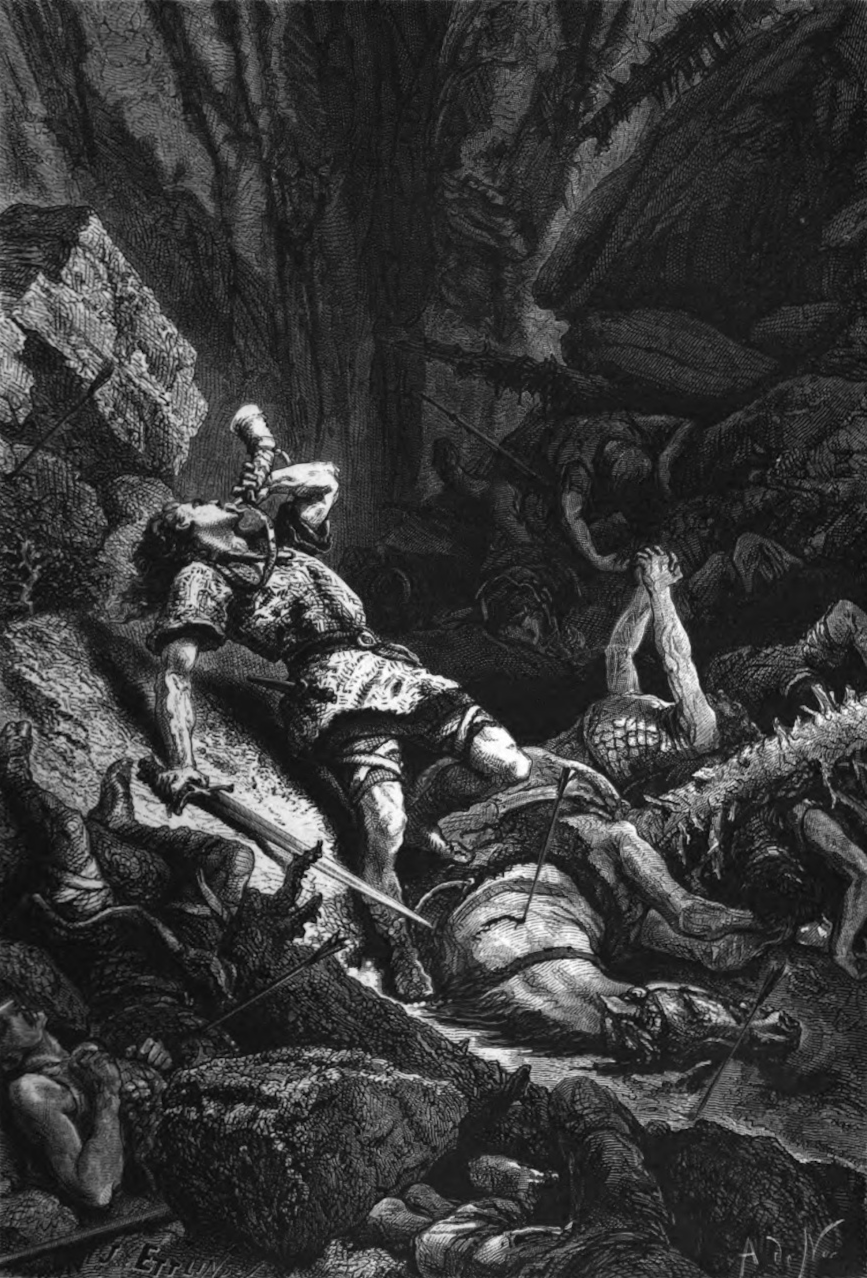
Mort de Roland lors de la Bataille de Roncevaux
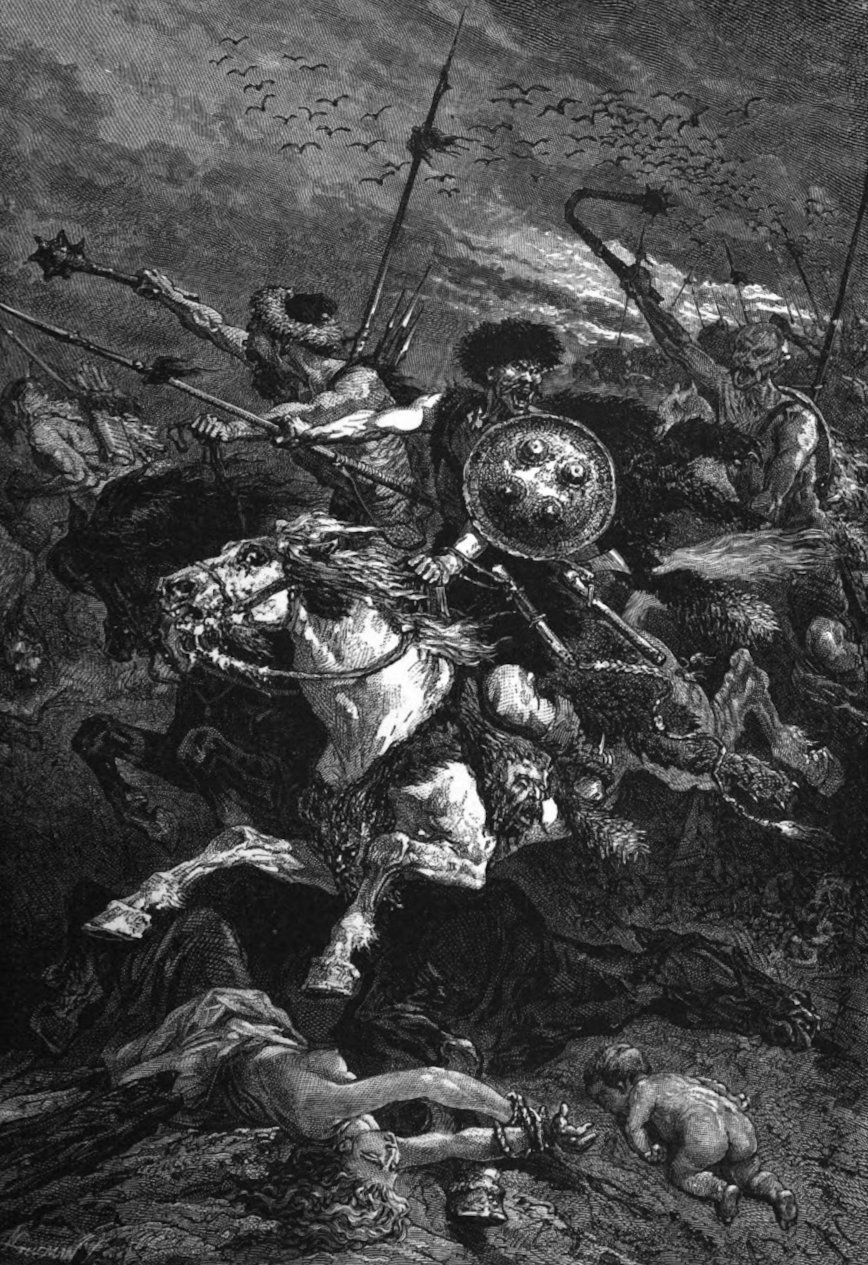
Cavaliers huns.
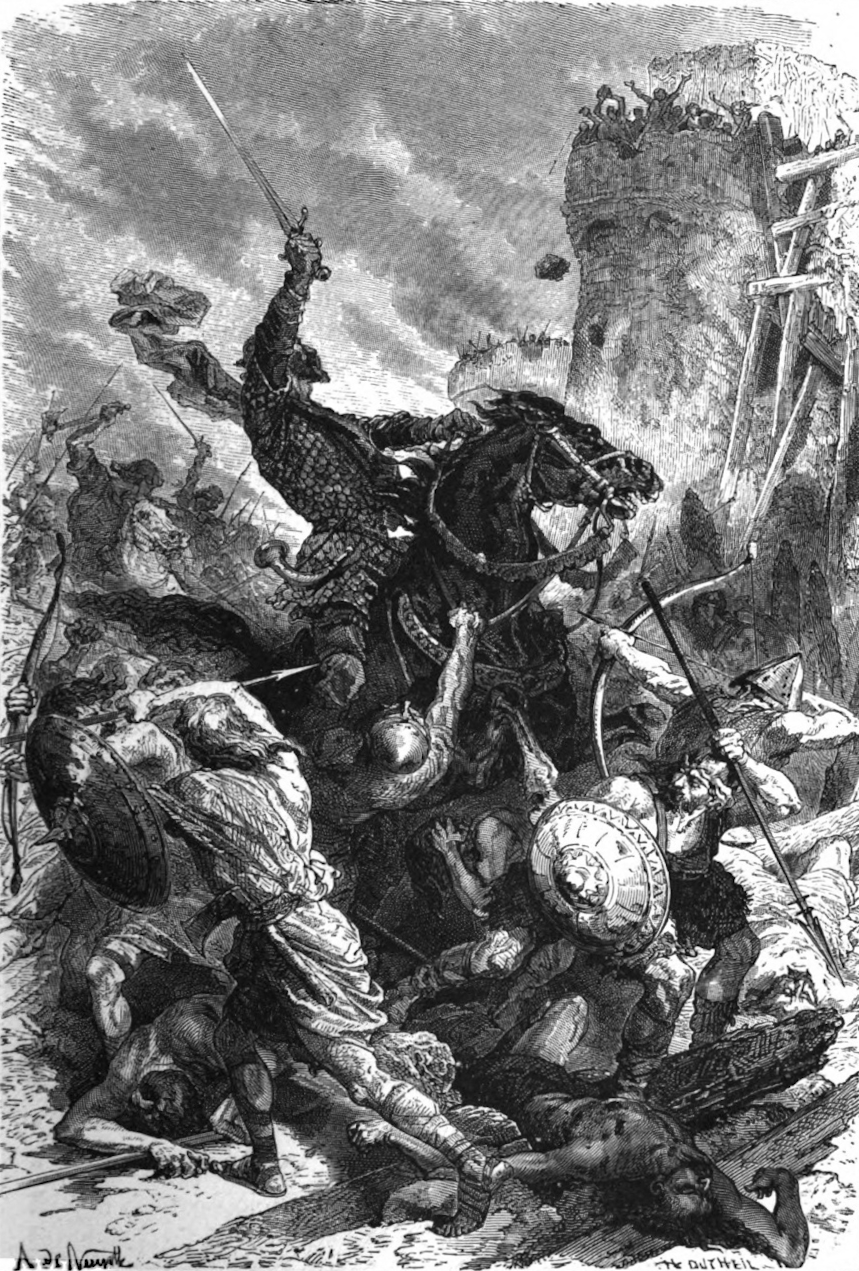
« Le comte Eudes rentrant dans Paris à travers les assiégeants. »
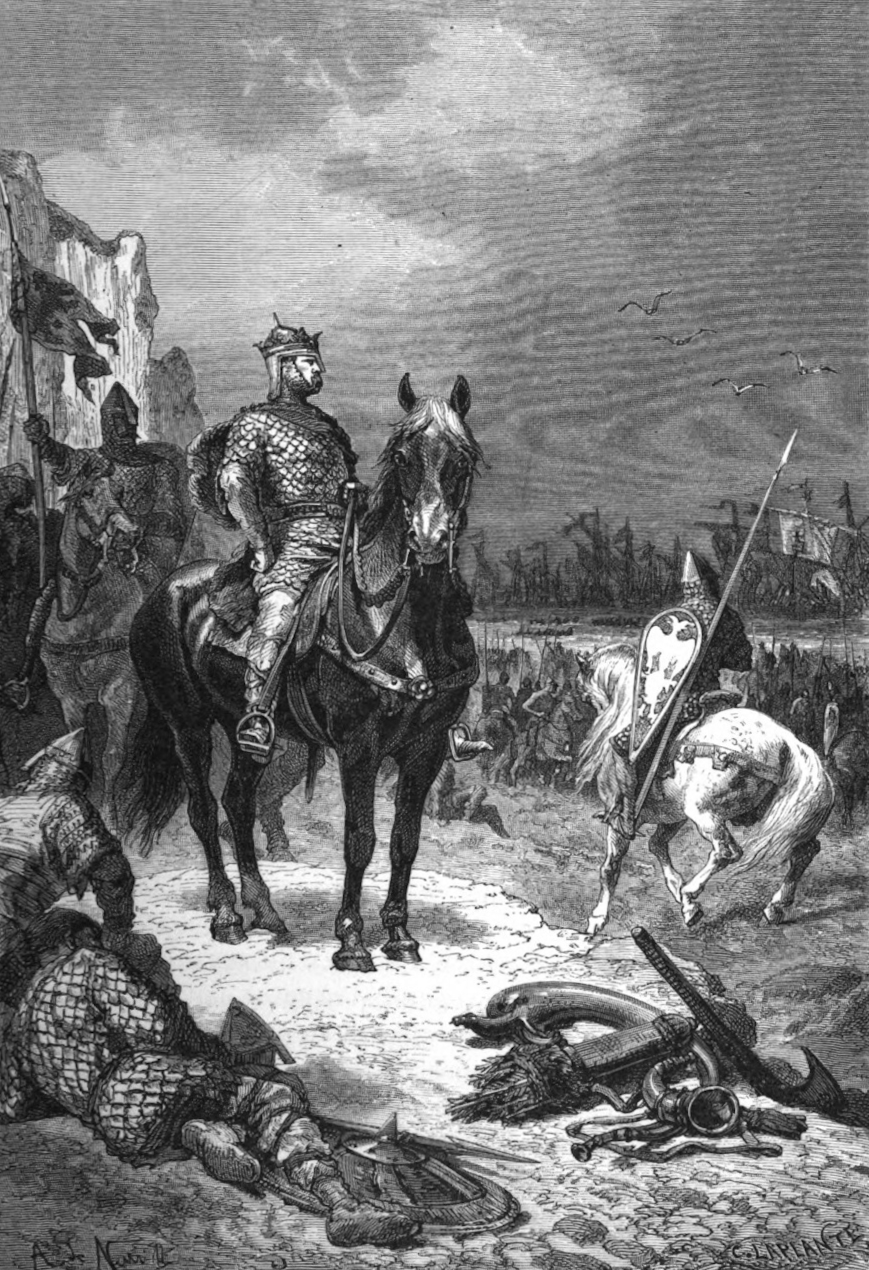
« Débarquement de Guillaume le Conquérant sur les côtes d'Angleterre. »
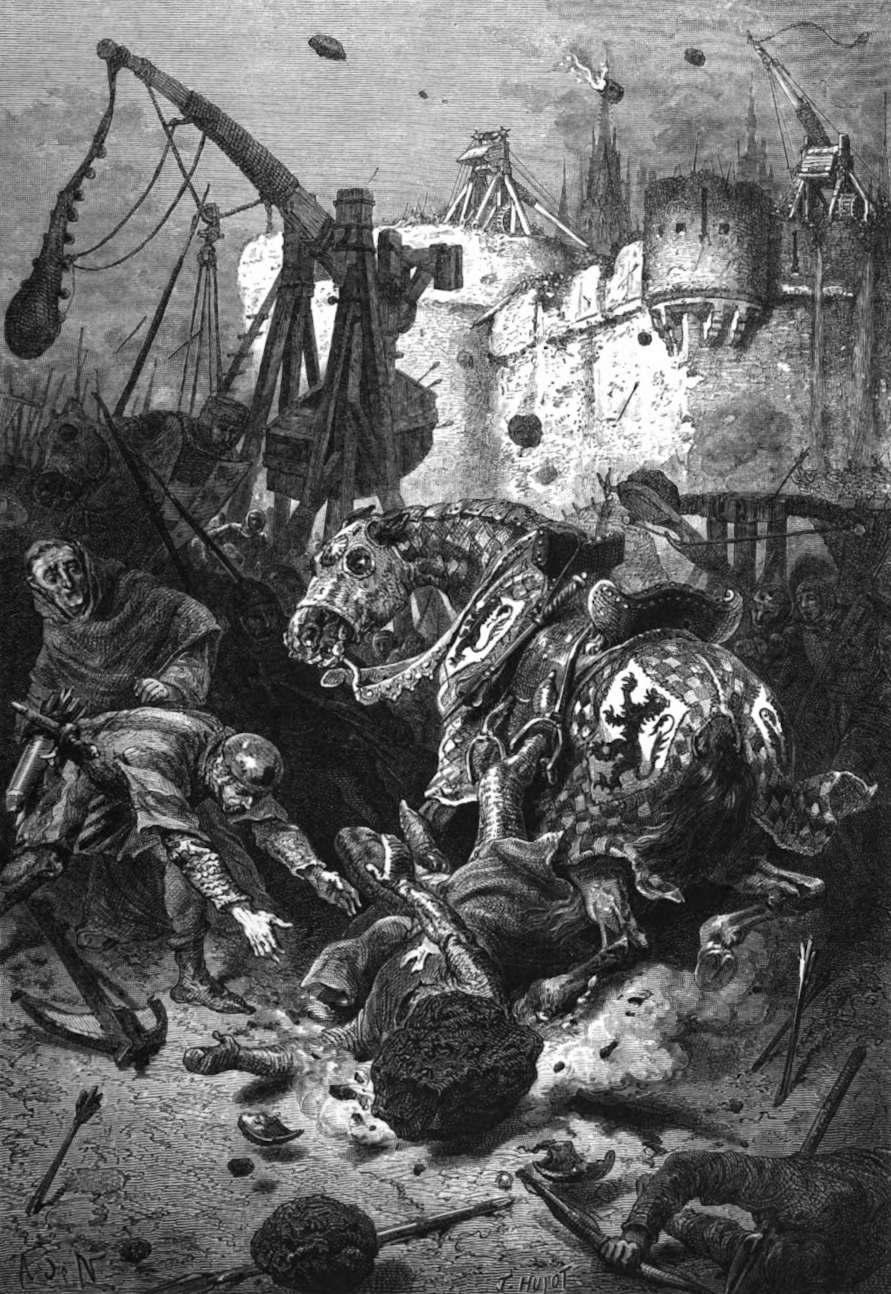
Mort de Simon IV de Montfort